# Тикапур
Тикапур (непальск. टिकापुर) — город и муниципалитет в юго-западной части Непала. Расположен в районе Кайлали зоны Сетхи Дальнезападного региона страны.
Город находится на берегу реки Каурияла, которая является одним из рукавов реки Гхагхра (Карнали), примерно в 15 км к северу от границы с Индией. Высота города над уровнем моря составляет 151 м. Шоссе Махендра, пересекающее страну с запада на восток, проходит в 15 км к северу от Тикапура. Имеется небольшой аэропорт.
По данным переписи 2011 года население муниципалитета составляет 56 127 человек, из них 26 893 мужчины и 29 234 женщины.